# 馮庸
馮庸（1901年2月—1981年2月5日），辽宁海城人，中华民国教育家、空軍中將，東北講武堂畢業。他于1927年8月創辦了中華民國第一所私立大学馮庸大學。

## 早年
馮庸是奉系元老馮德麟的長子，1901年出生，與張學良同年，從小就是與張學良一起讀書一起長大的好朋友,兩人的字同取“漢卿”。
馮庸的父親馮德麟為1910年至1920年間的東北的軍事將領，與奉系張作霖有合作關係。
馮庸除了延續父職擔任軍事將領外，也為東北空軍成立關鍵，曾擔任東北航空處中校參謀處長與少將航空司令。
1922年直系與奉系爆發第一次直奉戰爭，馮庸受到此次戰爭的刺激開始對戰爭感到深惡痛絕，於是卸下軍職並開始籌措興辦教育機構的計畫。
1927年馮庸捐出大量家產以興學為己任創辦中華民國與中國東三省第一所西式大學馮庸大學，且學生可完全免費入學讀書。

## 參與抗戰
1931年九一八事變爆發後，日本關東軍衝進馮庸大學將馮庸帶走軟禁並毀掉馮庸大學，馮庸被劫持到東京後經一位日本朋友的幫助下逃回香港，再由香港返回北平，到北平後他重拾軍職並將流亡關内的馮庸大學學生組成了在關內的東北抗日義勇軍。
1932年馮庸帶領東北抗日義勇軍聯合國民革命軍第十九路軍與國民革命軍第五軍參與一二八淞滬會戰，最終在努力抵抗與上海公共租界的西方國家幫助下逼迫日軍簽署停戰協定，成功守住上海。
1933年馮庸任職东北抗日联军之國民革命軍第七路軍總指揮官，参加長城戰役，後又历任抗日戰爭第三戰區昆山戒嚴中將司令兼武汉卫戍区中将军法执行监與军官训练团中将处长、抗日戰爭第九戰區中将处长等职，并加入中華民國空軍。
抗日戰爭結束後，馮庸回瀋陽任東北行轅政務委員會常務委員兼统一接收委员会监察处长與第二区军法执行部主任。

## 寓居臺灣
1949年第二次國共內戰後馮庸隨中華民國國軍遷徙至臺灣省，在擔任空軍警衛部隊高雄分隊指揮官不久後中華民國政府即執行關閉政策，因於指揮部隊封鎖臺灣海峽與防衛中華民國防空識別區時卻誤擊美國外交官私人飛機連帶受牽連而自請退伍，後改至臺灣電力公司任職行政工程處顧問，直到1981年於任內去世為止。
1981年2月5日馮庸於臺北市內湖區三軍總醫院去世，享年八十歲，骨灰則安葬於新北市新店安坑與母親葬在私人墓園 。後此地政府徵收為達觀國小校園用地,遷葬於北海福座。
2013年馮庸的家屬申請將其骨灰遷回家鄉遼寧安葬，後經兩岸政府協商與中華民國政府同意下骨灰從北海福座分壇遷至家鄉遼寧省並安葬於瀋陽市龍泉古園。

## 家庭
- 馮庸元配：江錦濤，是民初華北政界要人江朝宗之女，但這段政治婚姻只維持十幾年，最終以離婚收場。
  - 長女不詳。
  - 次女馮寶琳（1920年-？）。
    - 孫女呂允端，為馮寶琳的女兒。

- 馮庸第二任妻子龍文彬，是冯庸大学的校花也是体育特长生能文能武，1933年与冯庸結婚。
  - 三女馮娜妮，1958與著名漫畫家與小說家李費蒙(牛哥)結婚，育有3女1子，長女李絲絲，次女李竝，長子李羿，四女李囍。2013年9月15日於沈阳子女代母出席迎送冯庸的骨灰从台北返回家乡（1934-2009年11月11日，因胰臟病發逝世[3]。）。

## 個人評價
一般來說馮庸與父親馮德麟都被部分人士視為軍閥，不過馮庸自費創辦的馮庸大學不但是中華民國與中國東三省第一所西式大學，且可完全免費就讀，他這義舉頗為中國人所景仰。

## 延伸阅读
- 新華網（振興東北），擁有三架小飛機的私立大學